# Albarreal de Tajo
Albarreal de Tajo è un comune spagnolo di 629 abitanti situato nella comunità autonoma di Castiglia-La Mancia.